# Quadrilateral Security Dialogue

Quad-Staaten

Der Quadrilateral Security Dialogue (kurz: Quad, Quad-Gruppe; deutsch: „quatrilateraler Sicherheitsdialog“) ist ein sicherheits- und militärpolitisch ausgerichteter Zusammenschluss der Staaten USA, Australien, Indien und Japan mit bislang eher informellem Charakter, der das Ziel verfolgt, einen „freien und offenen Indopazifik“ zu gewährleisten.
Ursprünglich wurde der Dialog der vier Staaten vom ehemaligen japanischen Premierminister Shinzō Abe in dessen erster Amtszeit 2007 initiiert und nach seiner Rückkehr ins Amt des Premierministers ab 2013 wieder vorangetrieben.
Die Führung der Volksrepublik China hegt gegenüber der Quad-Gruppe Medienberichten zufolge die Sorge, dass sie zu einer regionalen Allianz nach Vorbild der NATO führen könne, um ein Gegengewicht zu China zu bilden. Die staatliche chinesische Zeitung Global Times bezeichnete die Quad-Gruppe als „informelle Anti-China-Sicherheitsgruppe“ und berichtete Ende März 2021 mit Berufung auf einen chinesischen Experten, es seien chinesische Sanktionen gegen die Quad-Gruppe zu erwarten.
Im Mai 2022 kündigten die Quad-Staaten eine gemeinsame Initiative für eine schnellere, weitreichendere und genauere Meeresüberwachung an. Die Überwachungsdaten sollen auch Partnerstaaten in Südostasien, dem Indischen Ozean und den Pazifikinseln zur Verfügung gestellt werden.